# Plebiscito sobre a independência do Montenegro em 2006

Bandeira do país

O plebiscito sobre a independência de Montenegro foi realizado em 21 de maio de 2006.

## A eleição
A Comissão de Estado de Eleições comunicou que o referendo foi realizado normalmente e que começou com mais de 60% de participação por parte do eleitorado, fechando o horário com 86,5% no fim do plebiscito.

## Pergunta
Желите ли да Република Црна Гора буде независна држава са пуним међународно-правним субјективитетом
Você quer que a República de Montenegro seja um Estado com total independência internacional e personalidade legal? (traduzido pela OSCE)

## Resultados
| Plebiscito nacional de Montenegro de 21 de maio de 2006 | Plebiscito nacional de Montenegro de 21 de maio de 2006 | Plebiscito nacional de Montenegro de 21 de maio de 2006 |
| ------------------------------------------------------- | ------------------------------------------------------- | ------------------------------------------------------- |
| Sim                                                     | 230 711                                                 | 55,50%                                                  |
| Não                                                     | 184 954                                                 | 44,50%                                                  |
| Votos válidos                                           | 415 665                                                 | 99,14%                                                  |
| Total de votos                                          | 419 236                                                 | 86,49%                                                  |
| Total de eleitores do Montenegro                        | 484 718                                                 | 100%                                                    |